# Lazaraki

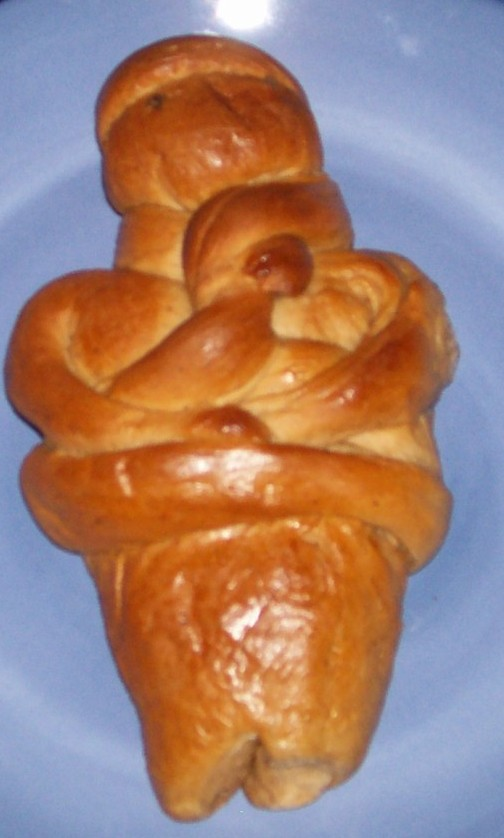
Lazarákia

Lazaraki (griechisch λαζαράκι pl. λαζαράκια Lazarákia auch sg. Lazaroudi λαζαρούδι oder pl. Lazarides λαζάρηδες) ist ein einfaches, süß-herbes Hefeteiggebäck der griechischen Küche. Es handelt sich um ein Hefegebäck, das üblicherweise in der vorösterlichen Fastenzeit gereicht wird. Es wird traditionell am Lazarussamstag, dem Samstag vor dem Palmsonntag, serviert.

## Zubereitung
Der Teig wird optisch so geformt, dass er die Form eines menschlichen Körpers, eingewickelt in Leinentücher einnimmt, um so an den von Jesus Christus erweckten Lazarus zu erinnern. Für die Augen werden meist Gewürznelken verwendet. Da es sich um eine Fastenspeise handelt, beinhalten Lazarákia keine Milchprodukte und Eier und werden damit auch nicht bestrichen. In seiner Art ist die Süßspeise eng mit dem Tsoureki verwandt. 
Heutzutage backen immer weniger Menschen diese Süßspeise selbst, denn sie wird meist als Fertigprodukt gekauft. Der Tradition gemäß sollte von den zubereiteten Lazarákia immer eines bis zum nächsten Jahr aufgehoben werden. Danach soll es entweder ins Meer geworfen werden, damit Fische es fressen können, oder man isst es selbst noch nach einem Jahr.